# Tim Hölscher
Tim Hölscher (* 21. Februar 1995 in Gronau) ist ein deutscher Fußballspieler. Er wird vorrangig im defensiven Mittelfeld eingesetzt.

## Karriere
Hölscher spielte als Kind bei der SG Gronau in seiner Geburtsstadt. Dort begann er als Torwart, rückte aber bald auf die Position hinter den Spitzen. 2006 wechselte er in die Jugend des FC Schalke 04, in der er auf der Mittelstürmerposition spielte, 2009 holte ihn der niederländische Erstligist FC Twente auf seine Fußballakademie. Beim Verein Enschede erhielt er als 17-Jähriger im Jahre 2012 einen Dreijahresvertrag. Vorrangig sollte der Mittelfeldspieler in der Saison 2012/13 in der zweiten Mannschaft Jong FC Twente eingesetzt werden. Nachdem er die Vorbereitung bereits als Proband mit dem Eredivisie-Team absolviert hatte, gab er sein Pflichtspieldebüt in der ersten Mannschaft am 12. Juli 2012 in der Europa League; im Rückspiel der ersten Qualifikationsrunde bei UE Santa Coloma in Andorra wurde er nach rund einer Stunde Spielzeit für Wout Brama eingewechselt. Am 25. November 2012 trat Hölscher dann auch erstmals in der Eredivisie an; im Match gegen Aufsteiger PEC Zwolle wechselte ihn Trainer Steve McClaren erneut nach etwa einer Stunde für Edwin Gyasi ein. Erstmals in der Startformation des FC Twente stand er am 6. Dezember 2012 in der letzten Begegnung der Europa-League-Gruppenphase gegen Helsingborgs IF.
Im Sommer 2014 wurde Hölscher an den deutschen Drittligisten Chemnitzer FC ausgeliehen. Nach nur drei Einsätzen endete die Leihe nach einem halben Jahr; Hölscher kehrte nach Enschede zurück.
Zur Saison 2017/18 wechselte Hölscher in die niederländische Eerste Divisie zu den Go Ahead Eagles. Von dort wechselte er im Winter 2017 zum dänischen Club Esbjerg fB. Obwohl er dort im 1. Halbjahr 2018 in allen Spielen eingesetzt wurde, wechselte er im Sommer 2018 erneut nach Enschede zurück.
Nach einer Leistenoperation fiel Hölscher ab Januar 2019 für den Rest der Saison 2018/19 verletzt aus. In der Saison 2019/20 gehörte er bis zum Abbruch der Saison infolge der COVID-19-Pandemie nur bei sechs Spielen zum Spieltagskader, stand aber bei keinem Spiel tatsächlich auf dem Platz. Stattdessen bestritt er insgesamt neun Spiele mit der zweiten Mannschaft. Sein Vertrag wurde mit Ablauf der Saison von Twente nicht verlängert. 
Im Februar 2021 wurde Hölscher vom niederländischen Zweitligisten TOP Oss verpflichtet, für die Spielzeit 2021/22 nahm ihn der Ligakonkurrent FC Dordrecht unter Vertrag.
Am 14. November 2012 kam er zu seinem ersten Einsatz für die deutsche U-18-Nationalmannschaft, als er beim Spiel gegen Italien in der Startaufstellung stand.